# Javi Hernández (labdarúgó, 1998)
Javi Hernández (Jerez de la Frontera, 1998. május 2. –) spanyol labdarúgó, az el-Arabi játékosa kölcsönben a Leganés csapatától.

## Pályafutása
Hernández a spanyolországi Jerez de la Frontera városában született. Az ifjúsági pályafutását a Torrecera, a La Granja és a Sevilla csapatában kezdte, majd a Real Madrid akadémiájánál folytatta.
2017-ben mutatkozott be a Real Madrid Castilla keretében. 2017 és 2019 között a El Ejido és a Real Oviedo csapatát erősítette kölcsönben. 2020-ban a másodosztályban szereplő Leganéshez igazolt. A 2022–23-as szezonban az első osztályban érdekelt Gironánál szerepelt kölcsönben. Először a 2022. augusztus 22-ei, Getafe ellen 3–1-re megnyert mérkőzés 69. percében, Miguel Gutiérrez cseréjeként lépett pályára. Első gólját 2023. február 17-én, az Almería ellen hazai pályán 6–2-es győzelemmel zárult találkozón szerezte meg. 2023. július 5-én 2026. június 30-ig meghosszabbította szerződését a Leganés csapatával, és egy évre kölcsönbe került a Cádizhoz. 2025. augusztus 5-én a katari el-Arabi csapatához igazolt kölcsönbem a szezon végéig, vételi opcióval.

## Statisztikák
2023. április 1. szerint
| Klub                     | Szezon   | Osztály          | Bajnokság | Bajnokság | Kupa és Ligakupa | Kupa és Ligakupa | Nemzetközi | Nemzetközi | Összesen | Összesen |
| Klub                     | Szezon   | Osztály          | Meccs     | Gól       | Meccs            | Gól              | Meccs      | Gól        | Meccs    | Gól      |
| ------------------------ | -------- | ---------------- | --------- | --------- | ---------------- | ---------------- | ---------- | ---------- | -------- | -------- |
| Real Oviedo (kölcsönben) | 2018–19  | Segunda División | 25        | 1         | 1                | 0                | —          | —          | 26       | 1        |
| Leganés                  | 2020–21  | Segunda División | 35        | 3         | 1                | 0                | —          | —          | 36       | 3        |
| Leganés                  | 2021–22  | Segunda División | 39        | 3         | 2                | 0                | —          | —          | 41       | 3        |
| Leganés                  | Összesen | Összesen         | 74        | 6         | 3                | 0                | 0          | 0          | 77       | 6        |
| Girona (kölcsönben)      | 2022–23  | La Liga          | 15        | 1         | 1                | 0                | —          | —          | 16       | 1        |
| Összesen                 | Összesen | Összesen         | 114       | 8         | 5                | 0                | 0          | 0          | 119      | 8        |